# Cestrum coelophlebium
Cestrum coelophlebium är en potatisväxtart som beskrevs av Otto Eugen Schulz. Cestrum coelophlebium ingår i släktet Cestrum och familjen potatisväxter. Inga underarter finns listade i Catalogue of Life.